# Wikipedia en samareño
La Wikipedia en samareño, conocida también como Wikipedia en waray-waray, es la versión de Wikipedia en este idioma. 
Iniciada en septiembre de 2005, el 26 de agosto de 2010 sobrepasó la barrera de los 100 000 artículos y llegó al lugar número 35 entre todas las Wikipedias. El 8 de junio de 2014 se convirtió en la décima versión de Wikipedia en alcanzar el millón de artículos. Hoy en día esta versión de la enciclopedia contiene la cifra de 1 266 652 artículos, siendo la décima versión de Wikipedia con más artículos. Tratándose de un idioma hablado en las Filipinas, es también la segunda Wikipedia más grande de un idioma hablado en este país, el número de artículos prácticamente es diez veces mayor a los que posee la Wikipedia en tagalo.
Tiene 62 348 usuarios, de los cuales 90 son activos.

## Hitos

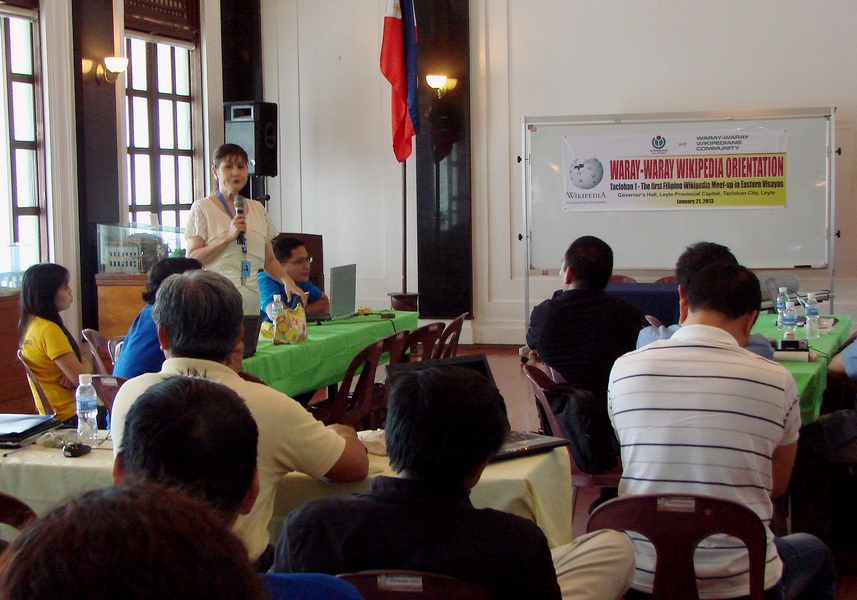
Reunión informativa de usuarios de la Wikipedia en samareño.

- 100 000 artículos - 26 de agosto de 2010.
- 150 000 artículos - 22 de febrero de 2013.
- 200 000 artículos - 3 de marzo de 2013.
- 400 000 artículos - 29 de junio de 2013.
- 500 000 artículos - 17 de julio de 2013.
- 600 000 artículos - 7 de agosto de 2013.
- 700 000 artículos - 20 de agosto de 2013.
- 800 000 artículos - 9 de septiembre de 2013.
- 900 000 artículos - 29 de septiembre de 2013.
- 1 000 000 artículos - 8 de junio de 2014.
- 1 100 000 - 12 de septiembre de 2014.
- 1 200 000 - 9 de octubre de 2014.
- 1 259 630 artículos - 27 de mayo de 2016.